# Listopad 2009

## 30 listopada2009
- Akcelerator LHC ustanowił nowy światowy rekord energii wiązki w zderzaczu, który wynosi teraz 1,18 TeV. (strona CERNu)

## 29 listopada2009
- Teodoro Obiang Nguema Mbasogo po raz piąty z rzędu zwyciężył w wyborach prezydenckich w Gwinei Równikowej. (Reuters)
- Porfirio Lobo Sosa wygrał wybory prezydenckie w Hondurasie, kwestionowane przez część społeczności międzynarodowej w związku z zamachem stanu w tym kraju. (Reuters)
- José Mujica odniósł zwycięstwo w II turze wyborów prezydenckich w Urugwaju. (Reuters)
- W referendum w Szwajcarii obywatele opowiedzieli się za wprowadzeniem zakazu budowy minaretów. (BBC News)

## 27 listopada2009
- W Namibii rozpoczęły się dwudniowe wybory generalne. (France24)
- Katastrofa kolejowa Newskiego Ekspresu w Rosji, w której zginęło co najmniej 25 osób a 100 zostało rannych. (Dziennik)

## 25 listopada2009
- Yves Leterme objął stanowisko premiera Belgii. (Reuters)
- Na Saint Vincent i Grenadynach odbyło się referendum konstytucyjne. (The Morning Call)

## 22 listopada2009
- W Rumunii odbyła się I tura wyborów prezydenckich, w której zwyciężył prezydent Traian Băsescu, tuż przed kandydatem opozycji, Mirceą Geoaną. (Reuters)

## 19 listopada2009
- Herman Van Rompuy został wybrany na stanowisko przewodniczącego Rady Europejskiej, a Catherine Ashton na stanowisko przedstawiciela UE ds. polityki zagranicznej. (gazeta.pl)

## 15 listopada2009
- W wieku 95 lat zmarł patriarcha Serbskiego Kościoła Prawosławnego Paweł[1].

## 13 listopada2009
- 105. urodziny Zofii Morawskiej, wieloletniej opiekunki Zakładu dla Niewidomych w Laskach, laureatki Orderu Orła Białego.
- NASA ogłosiła, że w ramach projektu LCROSS odkryto obecność wody na dnie krateru Cabeus na Księżycu. (nasa.gov)

## 10 listopada2009
- W wieku 32 lat zmarł bramkarz reprezentacji Niemiec Robert Enke. (tvn24)

## 9 listopada2009
- Opublikowana została konstytucja apostolska Anglicanorum coetibus (wydana 4 listopada 2009) dotycząca tworzenia ordynariatów dla anglikanów uznających zwierzchnictwo papieża. (Radio Vaticana)

## 8 listopada2009
- W wieku 93 lat zmarł rosyjski fizyk Witalij Ginzburg. (gazeta.pl)

## 3 listopada2009
- W wieku 103 lat zmarł hiszpański pisarz Francisco Ayala. (wp.pl)
- Prezydent Czech Václav Klaus podpisał Traktat lizboński, nie zgadzając się przy tym z jego treścią (gazeta.pl).

## 2 listopada2009
- Po odwołaniu II tury wyborów prezydenckich w Afganistanie, Hamid Karzaj pozostał na stanowisku prezydenta Afganistanu.(gazeta.pl).